# فرانشيسكو غاليوتو
فرانشيسكو غاليوتو (بالإيطالية: Francesco Galeoto)‏ (17 مارس 1972 بباليرمو في إيطاليا - ) هو لاعب كرة قدم إيطالي في مركز الدفاع. لعب مع نادي باليرمو ونادي بيسكارا ونادي تريفيزو ونادي جنوى ونادي ساليرنيتانا ونادي كروتوني ونادي مسينا وASD Barletta 1922 ‏ ونادي طرابنش 1905 ‏ ونادي تارانتو 1927 ونادي أريتسو وAssociazione Sportiva Dilettantistica Cerveteri Calcio ‏.